# Heinrich Wicker

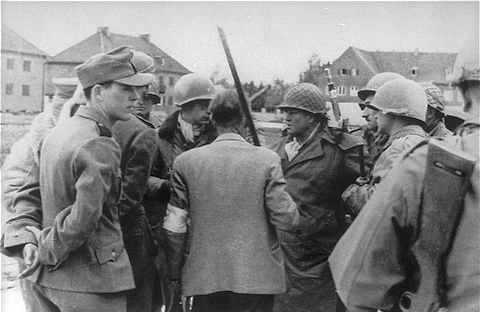
Soldati delle SS e degli Stati Uniti alla consegna del campo di concentramento di Dachau. Da sinistra: Heinrich Wicker (per lo più nascosto), Paul Levy, Victor Maurer (di spalle), il generale Henning Linden (con l'elmetto) e altri soldati statunitensi.

Heinrich Wicker (Gausbach, 30 giugno 1921 – Dachau, 29 aprile 1945) è stato un militare tedesco, SS-Untersturmführer ultimo comandante del campo di concentramento di Dachau.

## Biografia
Trascorse la sua infanzia a Mühlburg. Il 9 settembre 1933, all'età di 12 anni, entrò a far parte della Gioventù hitleriana. Poco prima del suo 16º compleanno, il 25 giugno 1937 si unì alla SS-Totenkopfverbände (nº 320.280). Dal 1º novembre 1938, fu di stanza a Dachau come SS-Sturmmann nella 1. SS-Totenkopf-Infanterie-Regiments. Durante la guerra, combatté in un'unità corazzata delle SS. Nel maggio e giugno 1940, prese parte all'invasione dei Paesi Bassi, del Belgio e della Francia. Dal giugno 1941 partecipò all'invasione dell'Unione Sovietica con la sua divisione Totenkopf. Nel febbraio 1942, Wicker fu gravemente ferito nella battaglia di Demyansk e successivamente evacuato. Dopo essersi ripreso, Wicker completò i corsi di formazione per aspiranti ufficiali delle SS presso la SS-Junkerschule Bad Tölz dall'agosto al novembre 1943 e fu trasferito all'Amtsgruppe D dell'SS-Wirtschafts-Verwaltungshauptamt come Oberscharführer nel novembre 1943. Il 30 gennaio 1944, all'età di 22 anni, Wicker fu promosso Untersturmführer.
Il 1º giugno 1944 fu trasferito al campo di concentramento di Natzweiler e assunse la direzione del campo di concentramento di Bruttig-Treis, un campo satellite di Natzweiler-Struthof vicino a Cochem evacuato il 15 settembre 1944. Wicker era temuto dai prigionieri per la sua brutalità. Nel dicembre 1944, divenne comandante del campo satellite di Mannheim-Sandhofen a Natzweiler. Uno dei suoi primi atti ufficiali a Mannheim fu l'esecuzione del prigioniero Marian Krainski, il 3 gennaio 1945, per un presunto sabotaggio della fabbrica nel cortile della Friedrichschule, a cui aveva invitato cinque rappresentanti della Daimler-Benz.
Verso la fine della seconda guerra mondiale, Wicker fu al comando delle "marce di evacuazione". Dal 22 al 28 marzo 1945, guidò l'evacuazione dei campi satellite di Heppenheim e Bensheim-Auerbach, seguita dall'evacuazione del campo di concentramento di Neckarelz fino al 2 aprile e dall'evacuazione del campo di concentramento di Hessental e del campo di concentramento di Kochendorf dal 5 aprile (la "marcia della morte di Kochendorf" verso il campo di concentramento di Dachau). Fino al 15 aprile, guidò la marcia della morte di Hessental, durante la quale almeno 170 prigionieri del campo di concentramento furono brutalmente uccisi o morirono per sfinimento. Questa marcia della morte conduceva a Monaco-Allach, sottocampo di Dachau.
Assunse la direzione del campo di concentramento di Dachau il 28 aprile, dopo che il 26 aprile il comandante, Eduard Weiter, si era ritirato di fronte all'avanzata delle truppe statunitensi. Alla presenza di Victor Maurer, membro della Croce Rossa svizzera, il 29 aprile 1945 Wicker consegnò il campo al generale Henning Linden della 42ª Divisione di fanteria della 7ª Armata statunitense.
Lo storico Harold Marcuse ipotizza che Wicker sia stato fucilato il 29 aprile 1945 subito dopo la liberazione del campo di concentramento di Dachau.